# Greg Phillinganes

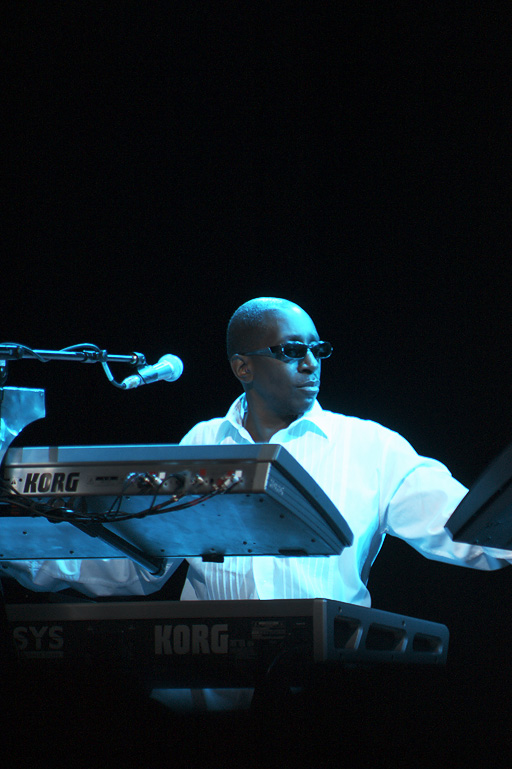
Greg Phillinganes 2007

Gregory "Greg" Phillinganes, född 12 maj 1956 i Detroit, Michigan, är en amerikansk keyboardist, aktiv som studiomusiker i Los Angeles, Kalifornien. 
Phillinganes upptäcktes av Stevie Wonder efter att han gjort covers på Wonders låtar. Han blev 1976 medlem i Stevie Wonders Wonderlove Band, i vilket han stannade till 1981. Både efter och under Wonderlove Band-tiden så har Phillinganes spelat och turnerat tillsammans med en lång rad kända musiker; bland annat Eric Clapton, Michael Jackson, Aretha Franklin, Donald Fagen och Paul McCartney.
År 2004 blev Phillinganes tillfrågad om att vara ersättare för Totos David Paich som inte kunde medverka på turné. Han var medlem i gruppen till 2008.

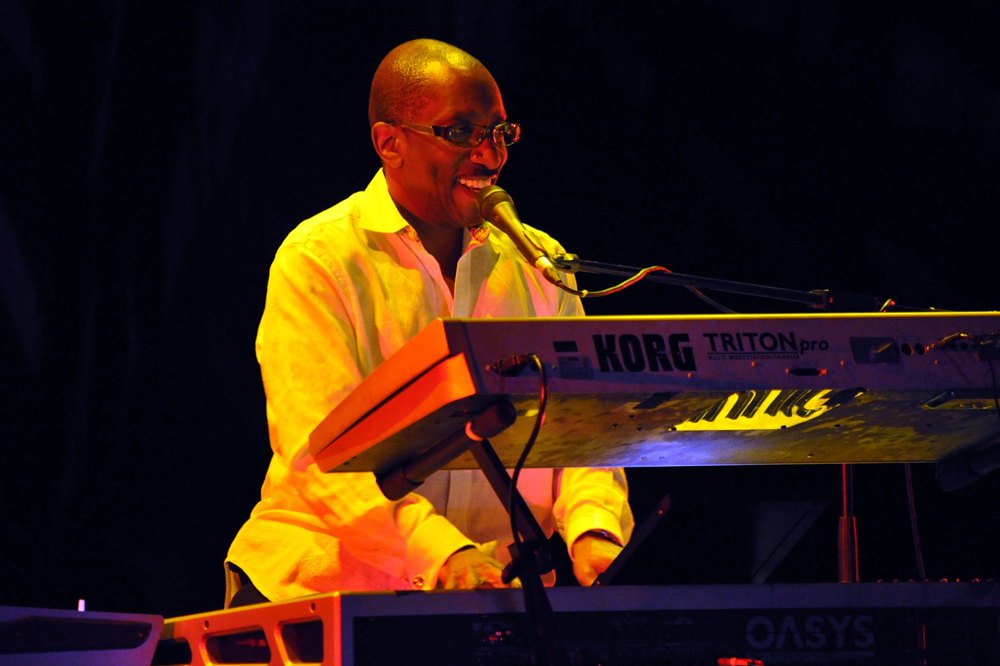
Konsert i Warszawa, Polen med Herbie Hancock. November 2010

## Diskografi
- 1981 – Significant Gains
- 1984 – Pulse
- 2006 – Falling In Between (Toto)